# Margrét Lára Viðarsdóttir
Margrét Lára Viðarsdóttir (* 25. Juli 1986 in Vestmannaeyjar) ist eine isländische ehemalige Fußballspielerin. Die Stürmerin spielte zuletzt für Valur Reykjavík und die isländische Nationalmannschaft, deren Rekordtorschützin sie ist.

## Werdegang

### Verein
Margrét Lára Viðarsdóttir wuchs mit zwei Brüdern und einer Schwester auf einer kleinen Insel vor der isländischen Hauptinsel auf. Mit fünf Jahren fing sie mit dem Fußballspielen an. Ihr erster Verein hieß ÍBV Vestmannaeyjar. 2004 wechselte sie zu Valur Reykjavík und wurde auf Anhieb Torschützenkönigin der isländischen Liga. Ein Jahr später absolvierte sie ein Probetraining beim 1. FFC Turbine Potsdam, zu einem Wechsel kam es allerdings nicht.
2006 gewann Margrét Lára Viðarsdóttir die Meisterschaft, den Pokal und wurde mit 35 Treffern in 14 Spielen zum dritten Mal in Folge Torschützenkönigin. Wieder bemühten sich europäische Spitzenmannschaften wie Potsdam oder Djurgårdens IF/Älvsjö um die torgefährliche Mittelstürmerin. Etwas überraschend erhielt der FCR 2001 Duisburg den Zuschlag, wo die Studentin einen Vertrag bis zum 30. Juni 2008 unterschrieb. Ihr Debüt im Trikot der Löwinnen gab sie am 21. Oktober 2006 im Pokalspiel bei Turbine Potsdam. Beim 3:2-Sieg steuerte sie zwei Tore und eine Torvorlage bei. In der Bundesliga war sie allerdings erst seit dem 1. Januar 2007 spielberechtigt. Am 25. Januar 2007 wurde der Vertrag aufgelöst. Sie hatte wegen starken Heimwehs um die Trennung gebeten und kehrte zu Valur Reykjavík zurück.
Dort wurde sie 2007 erneut Meister und sicherte sich mit 38 Toren in 16 Spielen erneut den Titel der Torschützenkönigin. Zur Saison 2009 wechselte sie zum schwedischen Verein Kristianstads DFF. Am 17. Oktober 2011 verließ Margrét Schweden und unterschrieb beim 1. FFC Turbine Potsdam. Sie war seit dem 1. Januar 2012 in der Fußball-Bundesliga spielberechtigt. Zur Saison 2012/2013 kehrte sie zurück nach Kristianstad. Dort spielte sie mit einer einjährigen Schwangerschaftsunterbrechung bis zum Ende der Saison 2015. Zur Saison 2016 kehrte sie zurück nach Island.

### Nationalmannschaft
Margrét bestritt im Juli 2001 vier Länderspiele für die isländische U-17-Mannschaft beim Nordic Cup, wo die Isländerinnen den letzten Platz belegten. Ebenfalls 2001 nahm sie als 15-Jährige mit der U-19-Mannschaft an den drei Qualifikationsrunden für die U-19-Fußball-Europameisterschaft der Frauen 2004 teil. Als Letzte in der dritten Runde konnten sie sich aber nicht für die Endrunde qualifizieren. Im Juli 2002 nahm sie dann mit der U-17-Mannschaft am Nordic Cup in ihrer Heimat teil und erreichte dort den dritten Platz. Im Oktober  scheiterte sie dann mit der U-19 bereits in der ersten Qualifikationsrunde für die U-19-Fußball-Europameisterschaft der Frauen 2003, wobei sie drei der fünf Tore der Isländerinnen erzielte. Im März 2003 spielte sie als 16-Jährige erstmals für die U-21-Mannschaft, nahm dann aber nochmals mit der U-17-Mannschaft im Juni/Juli am Nordic-Cup in Schweden teil, wo sie aber nur Letzte wurden. Im April 2004 erzielte sie in der zweiten Qualifikationsrunden für die U-19-Fußball-Europameisterschaft der Frauen 2004 zwar drei Tore, scheiterte aber am späteren Vizeeuropameister Deutschland, bei dem unter anderem Annike Krahn, Anja Mittag, Lena Goeßling und Melanie Behringer mitspielten. Beim Nordic Cup 2004 der U-21-Mannschaften in Island blieben sie dann in allen Spielen ungeschlagen und gewannen das Spiel um Platz 5 im Elfmeterschießen gegen Deutschland.  2005 und 2006 nahm sie dann nochmals mit der U-21-Mannschaft an diesem Turnier teil.
Dazwischen bestritt sie am 14. Juni 2003 sechs Wochen vor ihrem 17. Geburtstag ihr erstes Länderspiel für die isländische A-Nationalmannschaft der Frauen gegen Ungarn und erzielte vier Minuten nach ihrer Einwechslung das Tor zum 4:1-Endstand. Sie war dann sofort Stammspielerin und verpasste bis Oktober 2012 nur sieben Spiele. Am 13. September 2003 erzielte sie beim 10:0 gegen Polen in ihrem vierten Länderspiel ihren ersten „Dreierpack“.
Beim Algarve-Cup 2008 erzielte sie die Hälfte der isländischen Tore und wurde mit sechs Toren Torschützenkönigin.

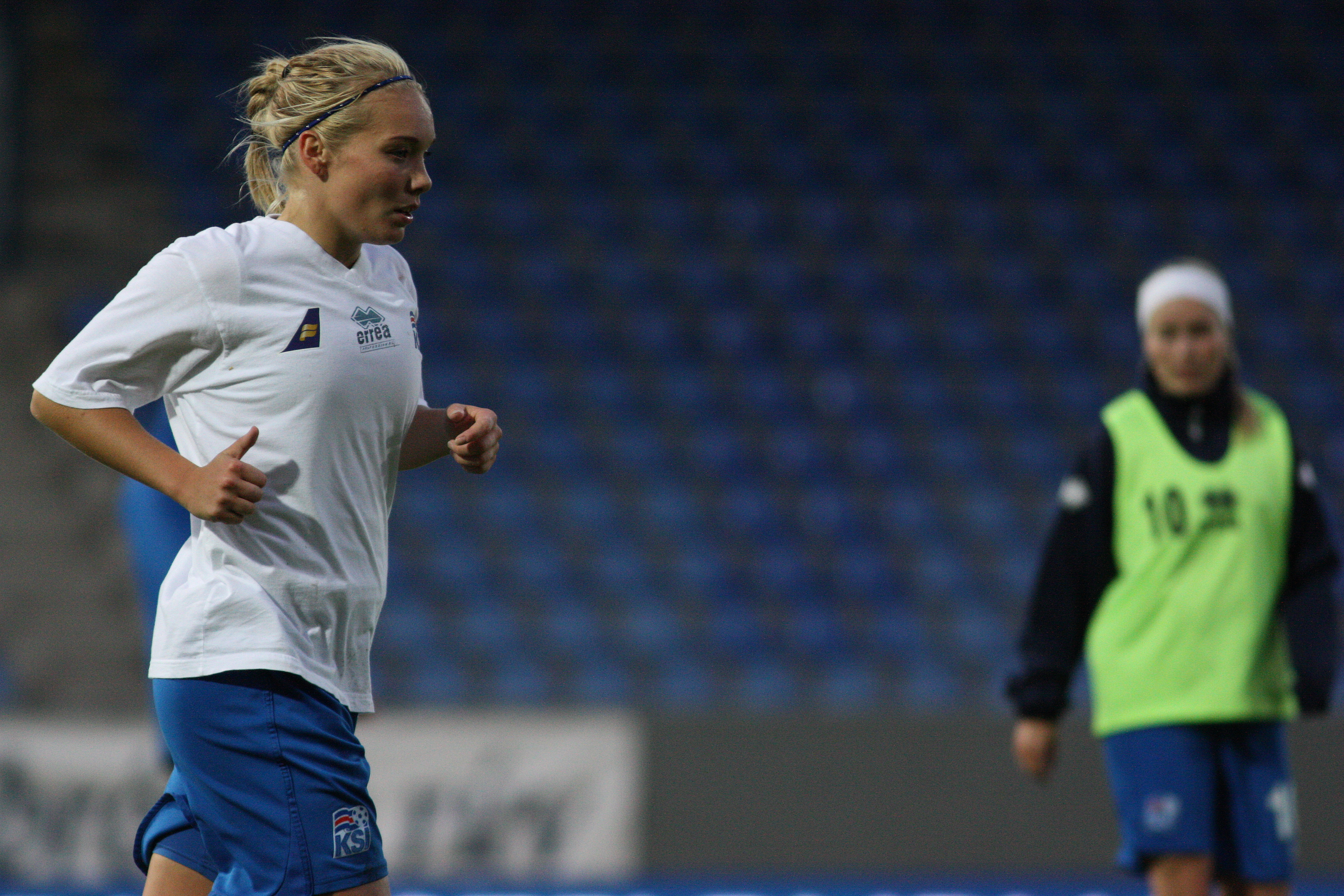
Margrét Lára Viðarsdóttir für Island (2009)

Am 12. März 2007 überbot sie mit ihrem 23. Länderspieltor beim 5:1 über Portugal den Landesrekord von Ásthildur Helgadóttir und dehnte ihn in der Folge immer weiter aus. Bis zur Qualifikation zur EM 2009 hatten sich die Isländerinnen vergeblich bemüht sich für eine Endrunde zu qualifizieren. Dann sorgte sie als beste Torschützin der Qualifikation entscheiden mit dafür, dass sie Island erstmals für eine Endrunde qualifizieren konnte. Die Isländerinnen verloren zwar die drei Spiele, aber gegen Vize-Europameister Norwegerinnen und Titelverteidiger Deutschland nur jeweils knapp mit 0:1 und waren damit die Mannschaft, die gegen den späteren Europameister Deutschland die wenigsten Tore kassierte.
In der Qualifikation für die WM 2011 verloren sie nur die beiden Spiele gegen die erstarkten Französinnen, die bei der WM dann Vierte wurden. Dabei gelang ihnen am 17. September 2009 in ihrem ersten Spiel gegen Estland durch ein 12:0 der höchste Sieg ihrer Länderspielgeschichte, wozu sie drei Tore beisteuerte und ihr 50. Länderspieltor erzielte. Mit zehn Toren war sie fünftbeste Torschützin der europäischen Qualifikation. Als Gruppenzweite verpassten sie aber die anschließenden Playoff-Spiele.
Nächster Höhepunkt in ihrer Karriere war das Erreichen des Algarve-Cup Finale 2011 gegen die USA, das aber nach 2:1-Führung zu der sie beitrug mit 2:4 verloren wurde.
In der Qualifikation für die EM 2013 war sie dann mit zwei anderen Spielerinnen zweitbeste Torschützin und hatte damit maßgeblichen Anteil, dass sie die Isländerinnen zum zweiten Mal qualifizieren konnten. Dabei erzielte sie im Play-off-Hinspiel gegen die Ukraine das Tor zum 3:2-Endstand und leitete im Rückspiel mit dem 1:0-Führungstreffer den Weg zum erneuten 3:2-Sieg. Bei der Endrunde konnte sie im ersten Spiel gegen Norwegen für die isländische Mannschaft einen Strafstoß zum 1:1 verwandeln, wodurch Island den ersten Punkt bei einer Endrunde gewinnen konnte. Nach einer 0:3-Niederlage gegen Titelverteidiger Deutschland gewannen sie mit 1:0 gegen die höher eingeschätzten Niederländerinnen und erreichten als bester Gruppendritter das Viertelfinale. Hier verloren sie allerdings gegen Gastgeber Schweden mit 0:4.
Aufgrund ihrer Schwangerschaft konnte sie nicht für den Algarve-Cup 2014 berücksichtigt werden. Beim Algarve-Cup 2015 kam sie im ersten Spiel gegen die Schweiz erstmals nach ihrer Schwangerschaft wieder zum Einsatz, als sie in der 65. Minute eingewechselt wurde. Am 22. September 2015 machte sie beim EM-Qualifikationsspiel gegen Belarus ihr 100. Länderspiel. Am 15. Februar 2016 wurde sie zusammen mit Hólmfríður Magnúsdóttir, die am 26. Oktober 2015 ihr 100. Länderspiel bestritten hatte, dafür vom isländischen Verband geehrt.
In der Qualifikation für die EM 2017 erzielte sie in acht Spielen fünf Tore. An der EM-Endrunde konnte sie verletzungsbedingt nicht teilnehmen. Erst beim Algarve-Cup 2019 kam sie wieder zum Einsatz, wurde aber dort wie auch in einigen weiteren Spielen des Jahres nur eingewechselt.
Ende November 2019 gab sie das Ende ihrer Karriere bekannt.

## Erfolge
- Isländische Meisterin 2006, 2007, 2008, 2019 (mit Valur)
- Isländische Pokalsiegerin 2006
- Deutsche Meisterin 2011/12 (mit Turbine Potsdam)
- Torschützenkönigin der isländischen Liga 2004, 2005, 2006, 2007, 2008
- Torschützenkönigin der Damallsvenskan 2011 (mit Manon Melis)
- Torschützenkönigin des UEFA-Women’s-Cup 2006, 2008, 2009
- Torschützenkönigin beim Algarve-Cup 2008 und 2011 (mit 5 anderen Spielerinnen)
- Beste Torschützin der EM-Qualifikation 2009

## Auszeichnungen
- 2004, 2006–2008, 2011: Islands Fußballerin des Jahres (Rekord)